# La Revanche des Fils du Ciel
La Revanche des Fils du Ciel est la troisième histoire de la série Les Aventures de Buck Danny scénarisée par Jean-Michel Charlier, dessinée par lui-même (avions, bateaux, véhicules divers, éléments techniques) et par Victor Hubinon (personnages). Elle est publiée pour la première fois dans le journal Spirou du no 548 au no 604. Puis est publiée sous forme d'album en 1950. C’est dans cet album que Buck Danny rencontre les deux camarades qui l’accompagnent tout au long de ses aventures : Sonny Tuckson et Jerry Tumbler, dit Tumb. Trois personnages prennent un rôle plus important dans les trois albums suivants : Tao (aspirant Tao-Tsou-Tsin), pilote chinois, Mo (aspirant Mo-Choung-Young), le traître, et sa complice, miss Lee. L'ancêtre du système de récupération surface-air Fulton y est expliqué et utilisé.

## Résumé
Nommé commandant, Buck Danny est transféré en Chine pour lutter contre l'invasion japonaise. De San Diego via Pearl Harbor, les îles Samoa et Fidji, il rejoint l’Australie accompagné du capitaine Sony Tuckson. Là, ils rejoignent d'autres pilotes dont le capitaine Tumbler qui jalouse Buck pour lui avoir pris le commandement. Le groupe embarque bientôt sur le cargo Ocean Honour dans un convoi vers les Indes. Isolé par un brouillard et trahi par un des pilotes, le cargo est coulé par des avions nippons provenant d'un porte-avion proche. Seul en mer sur un canot de sauvetage, Buck et huit autres soldats survivent à une attaque d'un chasseur japonais, Tumbler arrive à l'abattre et Buck utilise la radio de bord pour envoyer un message de détresse capté par les Anglais de la base de Jalhore. Recueillis par un hydravion, les pilotes rejoignent Calcutta par avion. En passant au dessus de l'Himalaya en C-54 Skymaster, Buck va enfin atteindre Sou-Chow, en Chine, pour prendre le commandement avec le grade de major de l'escadrille des « Tigres Volants ».
Le pilote traître Mo-Choung-Young renseigne encore l’ennemi via miss Lee. Lors de leur première sortie, le P51 Mustang de Tumbler tombe en panne et il s'écrase violemment. Buck atterrit à côté et récupère Tumbler sous le feu des Japonais puis réussit à redécoller. Pendant ce temps, Stinson et Sony attaquent des cibles au sol, Stinson est touché à l'aile. Attaqués par des chasseurs ennemis, Stinson rompt le combat laissant Sony seul contre cinq. Blessé, Sony arrive à poser son avion dans un champ puis est aidé par des paysans chinois. Le Mustang de Sony ayant été repéré par un bombardier de la base, Buck, Tao et Stinson partent par la route pour une opération commando visant à sauver Sony. La route est pleine d'embûches, mais le trio finit par retrouver Sony.
Aidé par les paysans chinois le groupe rejoint un temple de partisans dans la montagne. Le traître Mo-Choung-Young est à bord de l'avion de reconnaissance qui repère le temple et les Japonais l'entourent bientôt. Stinson se sacrifie en faisant exploser un pont, ce qui freine l'attaque nippone. Couvert par les Tigres Volants, Buck et ses amis sont récupérés in extremis par un Dakota équipé du système de récupération surface-air Fulton.

## Contexte historique
Le Japon est engagé depuis 1937 dans une guerre contre la Chine. L’escadrille des Tigres Volants, commandée par le général Chennault, se bat dans le sud de ce pays aux côtés des hommes de Tchang Kaï-chek. Les Japonais, en s’emparant de la Birmanie en janvier 1942, ont isolé la Chine de ses alliés (États-Unis, Grande-Bretagne, Pays-Bas).

## Personnages
Buck rencontre Sonny puis Tumb dans cet album. D'autres personnages vont en moindre mesure se révéler :
- Tao (aspirant Tao-Tsou-Tsin), pilote chinois des « Tigres Volants », se bat vaillamment aux côtés de Buck Danny.

- Mo (aspirant Mo-Choung-Young), pilote prétendument chinois des « Tigres Volants », mais dans les faits agent japonais.

- Miss Lee, infirmière au sol, est la complice et l'agent de liaison de Mo.

- Stinson (Sous-lieutenant Stinson), pilote américain des « Tigres Volants », craintif et déserteur (il abandonne Sony en plein combat), il se rachète en accompagnant Buck sauver Sony puis en se suicidant pour freiner l'attaque finale des Japonais.
- Nagoshira, capitaine japonais installé en Chine, officier traitant de Mo-Choung-Young.
- Huan-Fou-Si, riche Chinois, hôte du capitaine Nagoshira.
- Han, paysan chinois, recueille avec sa femme Sony. Meurt en combattant les Japonais.
- Tsi-Hou, paysanne chinoise, épouse de Han. Tuée par les Japonais.

Sur la première page apparaissent la mère de Buck Danny et un jeune garçon qui est certainement son petit frère : Buck le surnomme « Microbe ». La famille Danny semble habiter le Midwest puisque Buck survole « la moitié des États-Unis » pour atterrir à San Diego.

## Publication

### Revues
- Journal Spirou du no 548 du 14 octobre 1948 au no 604 du 10 novembre 1949.

### Album
- Dupuis janvier 1950